# Brigitte Kölle
Brigitte Kölle (* 1967 in Tübingen) ist eine deutsche Kunsthistorikerin und Ausstellungskuratorin.

## Werdegang
Kölle studierte an der Universität Hildesheim Kulturwissenschaften und absolvierte von 1992 bis 1993 ein Postgraduierten-Programm Museum Studies an der New York University. 2005 wurde sie bei Josef Nolte in Hildesheim promoviert. Bereits während ihres Studiums arbeitete sie in der Galerie von Konrad Fischer.

## Wirken
1992 war Kölle Assistentin am Museum Fridericianum. Von 1993 bis 1994 betreute sie als Leiterin die Sammlung Froehlich in Stuttgart, eine der bedeutendsten Privatsammlungen zeitgenössischer Kunst in Deutschland. Kölle wurde 1994 von Konrad Fischer dem Frankfurter Städelschul-Rektor Kasper König (der 2005 Gutachter ihrer Dissertation wurde) für die Kunsthalle Portikus in Frankfurt am Main empfohlen, dessen Leiterin sie bis 1998 wurde. In dieser Zeit kuratierte sie über 25 Ausstellungen, darunter frühe Einzelausstellungen von Andreas Gursky (1995), Wolfgang Tillmans (1995), Marlene Dumas, Models (1995), Andreas Slominski, Ayşe Erkmen, Zuspiel (1996), Sarah Lucas (1996), Tobias Rehberger, Sugestion from the vistors of Shows # 74 and # 75, Gregor Schneider, totes haus ur 1985 97 (1997) und Steve McQueen (1997) und edierte die begleitenden Ausstellungskataloge.
Von 1999 bis 2003 war Kölle Kuratorin am Institute of Visual Arts der University of Wisconsin–Milwaukee tätig und verantwortete zahlreiche Ausstellungen junger europäischer Künstler, unter anderen von Manfred Pernice.
Anschließend war Kölle freie Kuratorin für das MoMA PS1 und das Goethe-Haus in New York, den Frankfurter Kunstverein, die Kunsthalle Wien, die Biennale von Venedig (Kanadischer Pavillon) und die Städtische Galerie im Lenbachhaus, München. 2008 stellte sie mit Julian Heynen die Ausstellung Gregor Schneider. Weisse Folter im K21 der Kunstsammlung Nordrhein-Westfalen in Düsseldorf zusammen. 2009 kuratierte sie das subvision. kunst. festival. off in Hamburg.
2011 fungierte Kölle als künstlerische Leiterin der Arthur Boskamp-Stiftung in Hohenlockstedt und betreute dort Ausstellungen unter anderen von Alexandra Bircken, Jochen Lempert, Eva von Platen, Nevin Aladag und Peter Piller. Seit 2012 leitet Brigitte Kölle zusammen mit Petra Roettig (Kuratorin für Grafik) die Galerie der Gegenwart der Hamburger Kunsthalle und ist für die Bereiche Malerei, Skulpturen, Objekte und Installationen zuständig. Als erste Ausstellung kuratierte sie dort Louise Bourgeois: Passage dangereux.
Kölle lebt und arbeitet in Hamburg.

## Schriften
- Louise Bourgeois: Passage dangereux, Hamburger Kunsthalle, 2011, ISBN 978-3-938002-39-1
- Es geht voran: Kunst der 80er: eine Düsseldorfer Perspektive, K20K21-Kunstsammlung Nordrhein-Westfalen. Düsseldorf (Ausstellungskatalog), Prestel, München, 2010, ISBN 978-3-941773-04-2
- Okey dokey Konrad Fischer. König, Köln, 2007
- Gregor Schneider, Ausstellung Totes Haus Ur 1985–97. Städtisches Museum Abteiberg, 1997
- Thomas Bayrle. Grafik von 1967–72 und animierte Grafik von 1979–94. König, Köln, 1995, ISBN 978-3-88375-220-4
- Boris Michajlov, Kunsthalle Zürich. Oktagon, 1995, ISBN 978-3-89611-001-5